# Leptopeza disparilis
Leptopeza disparilis är en tvåvingeart som beskrevs av Axel Leonard Melander 1902. Leptopeza disparilis ingår i släktet Leptopeza och familjen puckeldansflugor. Inga underarter finns listade i Catalogue of Life.